# Maybach 57
Maybach 57 – samochód osobowy klasy ultraluksusowej produkowany przez niemiecką markę Maybach w latach 2002–2013. Przedłużona wersja nosiła nazwę 62.

## Historia i opis modelu

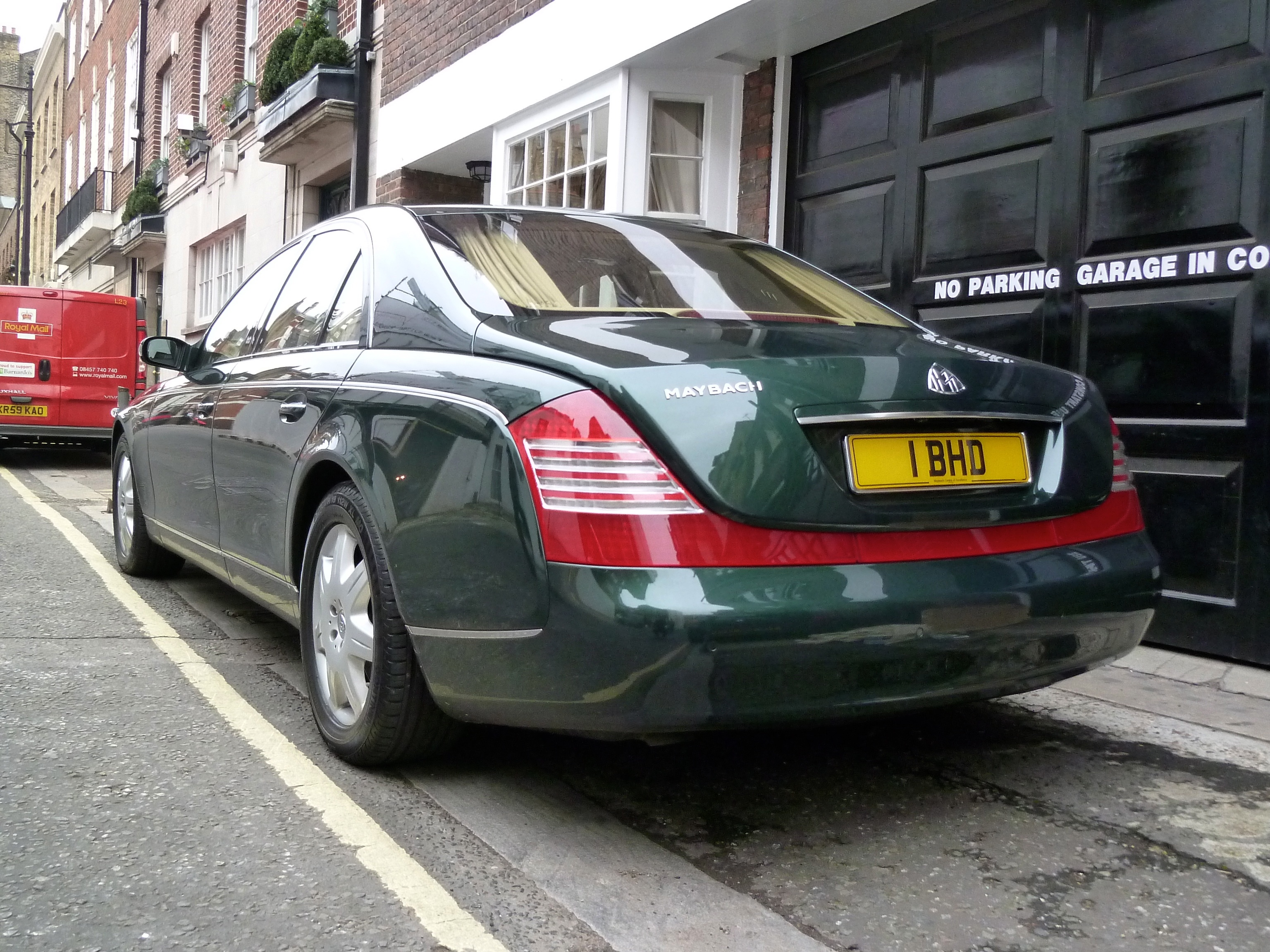
Maybach 57 - tył

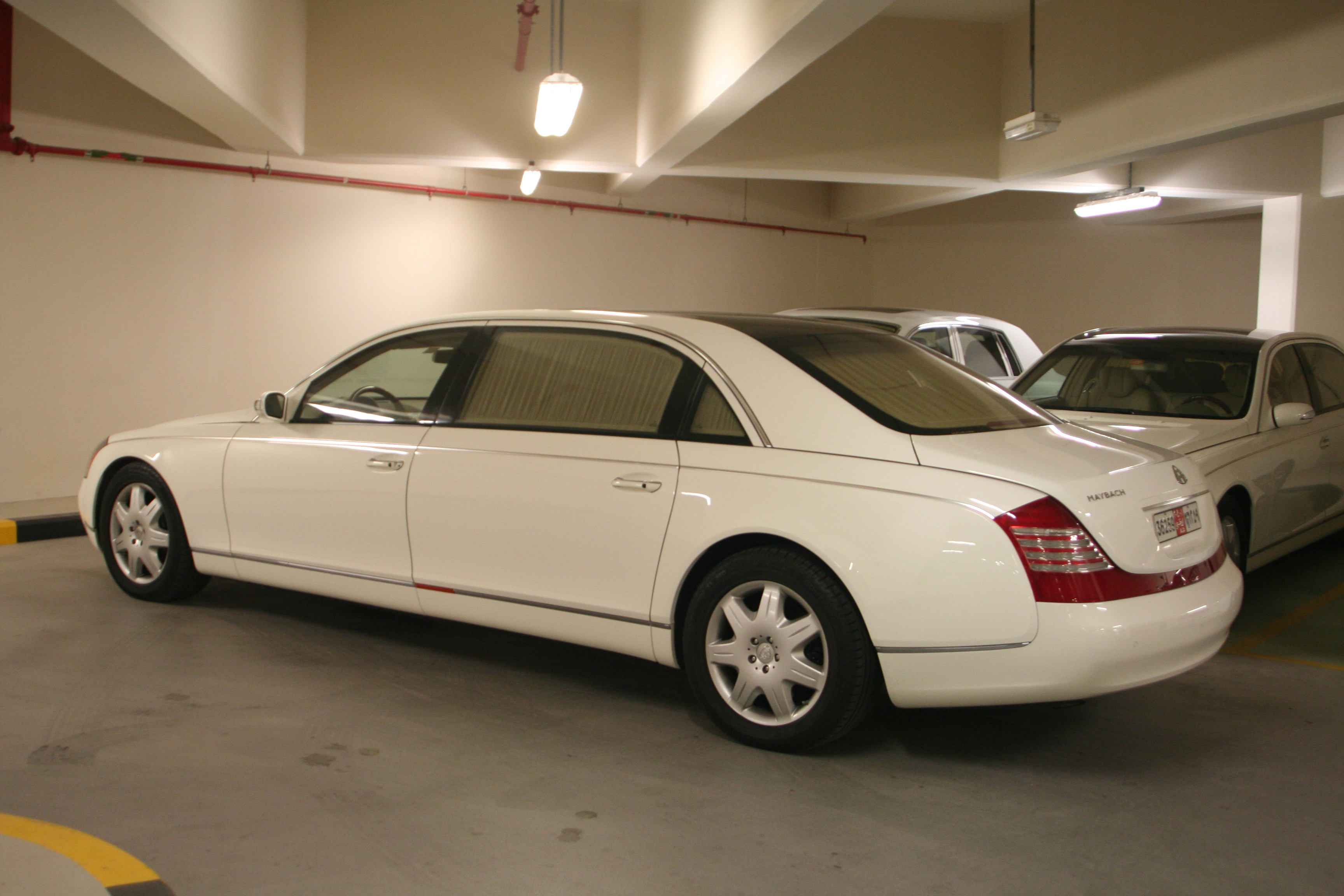
Maybach 62

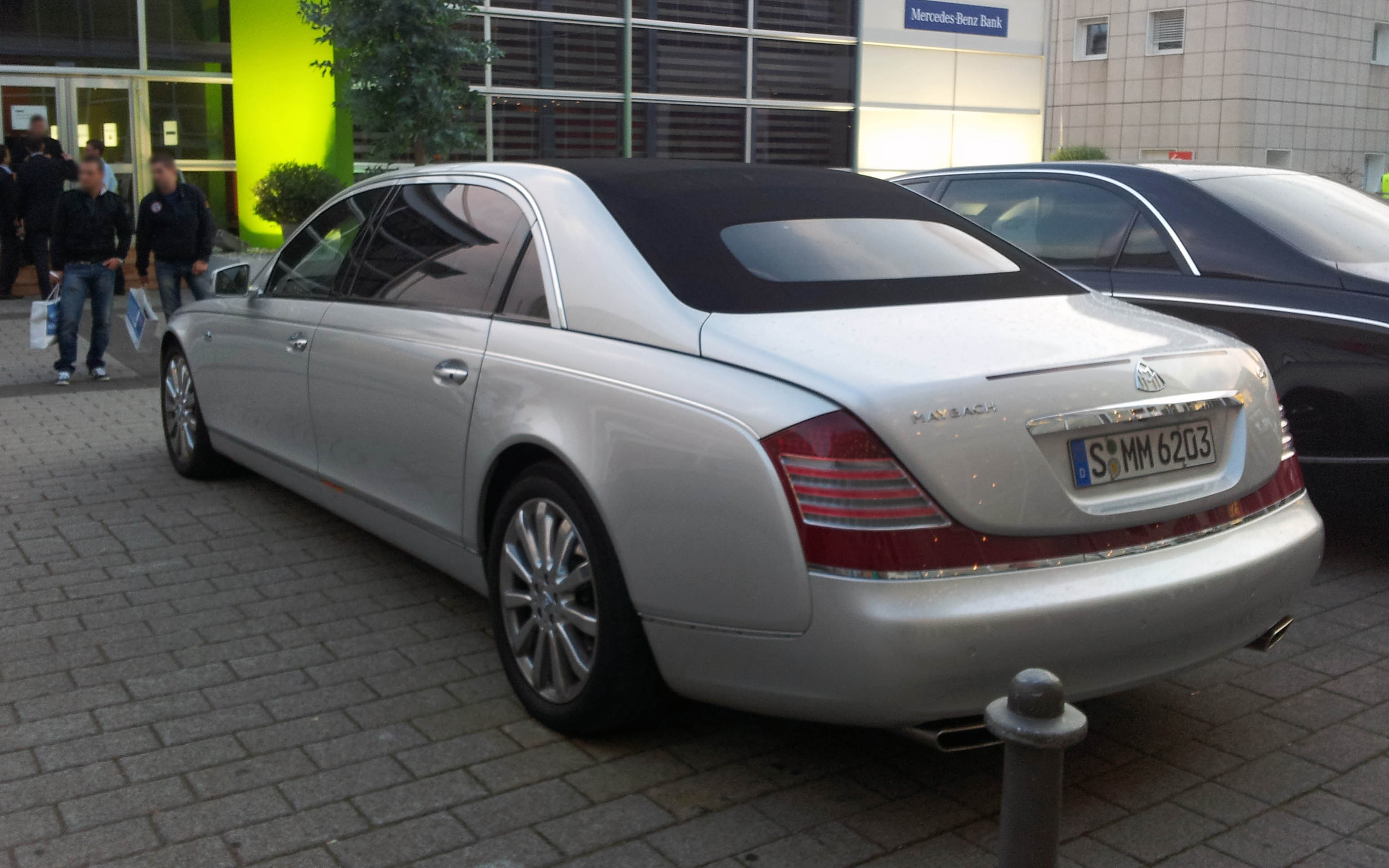
Maybach 62 Landaulet

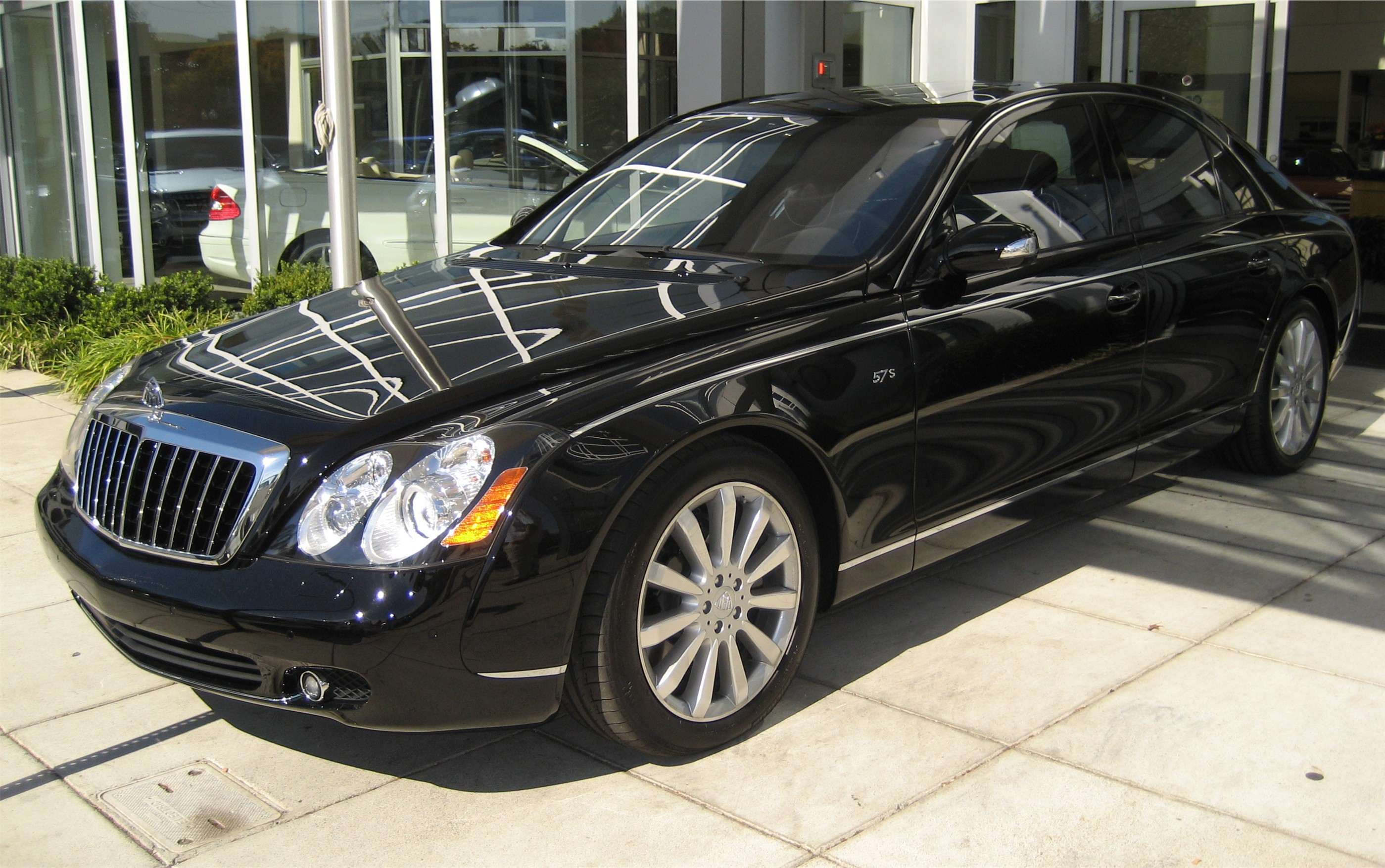
Maybach 57S

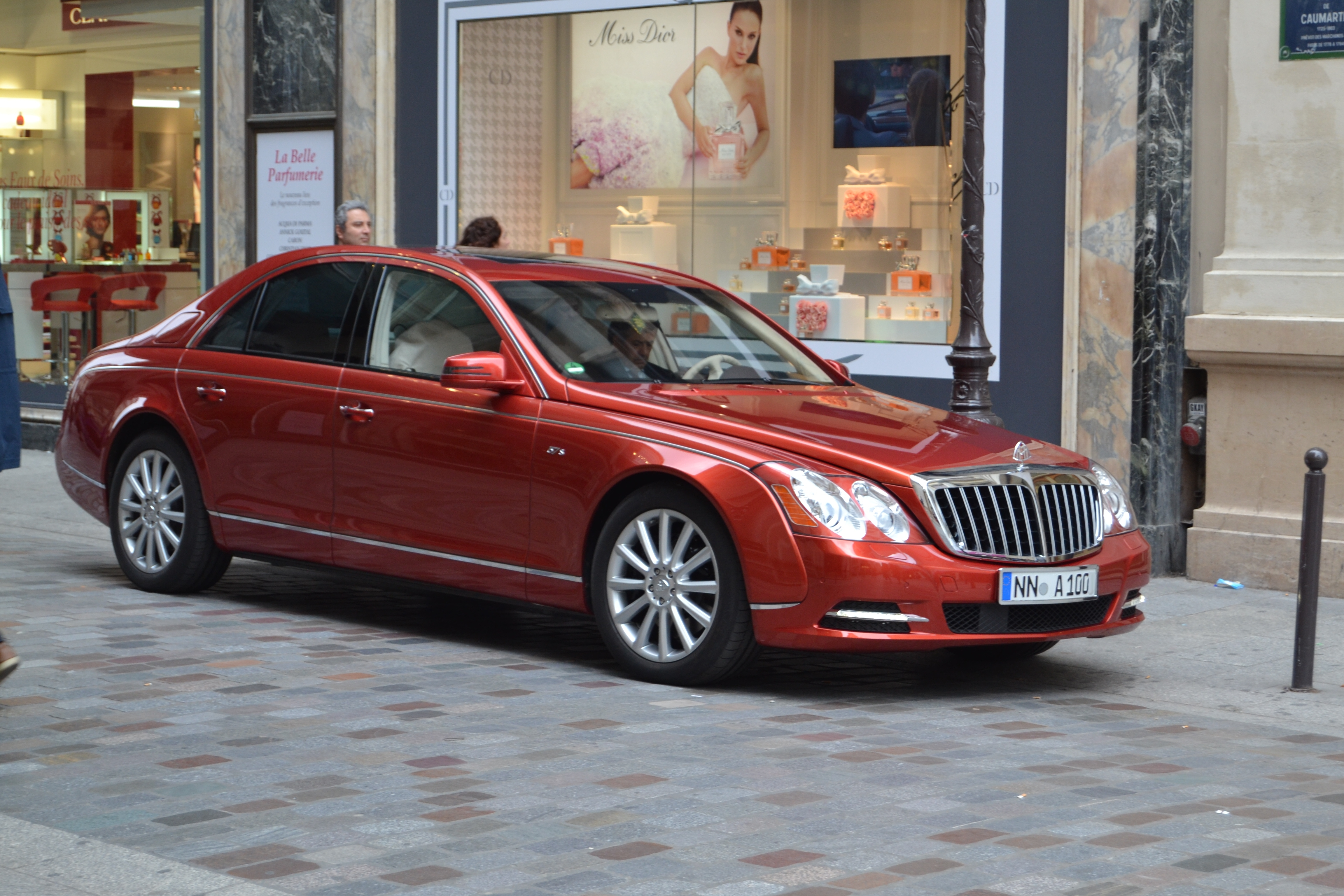
Maybach 57 po liftingu

Pierwszy zapowiedzią powrotu marki Maybach na rynek był  prototyp Mercedes Maybach przedstawiony w 1997 roku na Tokyo Motor Show. Pojazd w dużym stopniu obrazował wygląd seryjnego modelu. Produkcyjną limuzynę Maybacha, już bez "Mercedes w nazwie", przedstawiono 5 lat później w czerwcu 2002 roku w dwóch wariantach. Krótszy, o długości 5,7 m, otrzymał nazwę Maybach 57. Dłuższy, 6,2 metra, analogicznie nazwano Maybach 62.
Maybach 57 i 62 był dostępny w sprzedaży w Polsce. Przez cały okres był to najdroższy nowy samochód dostępny w salonach, z ceną przekraczającą ponad 1 milion złotych.
W kwietniu 2010 roku Maybach przedstawił modele 57 i 62 po modernizacji. W jej ramach odświeżono wygląd przedniego zderzaka, w którym pojawiły się inaczej ukształtowane wloty powietrza i diody do jazdy dziennej. Samochód otrzymał też aktualizaje w wyposażeniu oraz nowe materiały wykończeniowe.

### Koniec produkcji i wycofanie marki Maybach
W listopadzie 2011 roku pojawiły się informacje, że z powodu symbolicznej sprzedaży, braku perspektyw rozwoju i dużych kosztów związanych z opracowaniem następcy, Maybach zakończy w grudniu 2012 roku produkcję wszystkich swoich modeli - 57, 62 i pochodnych. Oficjalne wycofanie marki z rynku miało miejsce z kolei w 2013 roku, kiedy to producent ogłosił, że Maybach stanie się odtąd jedynie linią modelową Mercedesa. Oficjalnym następcą Maybacha 57 i 62 został przedstawiony w 2014 roku model Mercedes-Maybach S, który de facto jest wydłużoną i gruntownie zmodyfikowaną pod kątem wyposażenia wersją podstawowej Klasy S.

### Maybach Landaulet
W listopadzie 2007 roku Maybach przedstawił odmianę landaulet nawiązującą koncepcją do przedwojennych, luksusowych limuzyn z odsuwanym częściowo dachem. Samochód zbudowano na bazie dłuższej odmiany 62 i wyróżniał się on białym lakierem, materiałowym odsuwanym dachem pokrywającym część pasażerską i innym wystrojem wnętrza, nawiązującym barwą do malowania nadwozia.

### Maybach 57 S
W 2005 roku przedstawiono usportowioną wersję 57 o nazwie 57S. Wersja specjalna limuzyny Maybach ma większy i silniejszy silnik stworzony przez Mercedes-AMG. Jest to silnik V12 z 3 zaworami na cylinder, oraz z systemem twin-spark (2 świece na cylinder). Doładowany 2 sprężarkami. Zmieniono również nieznacznie stylistykę nadwozia, dodając elementy nadające agresywności sylwetce 57, jest to między innymi zmieniony kształt grilla (powiększony), układ wydechowy zakończony dwoma wylotami, klosze lamp w kolorze nadwozia, nowy wzór alufelg. Do modelu 57 S producent przewidział 3 specjalne kolory nadwozia o nazwie "Baltic Black", "Nevada Silver" oraz "Antiqua White "

### Maybach Brabus 57 SV12
Maybacha 57 zmodyfikował także tuner Mercedesa, Brabus. Oprócz zmian stylistycznych dodano również zmiany w jednostce napędowej.
Samochód otrzymał silnik V12 (60°) oraz 5-biegową automatyczną skrzynię biegów. Wymiary opon w tej wersji to 285/40R-21 z przodu i 325/35R-21 z tyłu.

### Maybach Brabus 62 SV12
Oprócz krótszego wariantu 57S, Brabus zmodyfikował także dłuższą wersję 62S. Ma identyczne wymiary jak wersja cywilny, jednak wyposażono ją w inny silnik – znany z modelu 57 S oraz modeli Mercedesa AMG 65, o pojemności 6 litrów. Silnik ma także 12 cylindrów w układzie widlastym i ma podwójne turbodoładowanie.
Zawieszenie nie zostało obniżone i usportowione jak to miało miejsce w modelu 57 S. Wewnątrz zamontowano wstawki z karbonu, lakier fortepianowy i wiele innych. Maybach 62 S rozpędza się do 100 km/h w 5,2 sekundy.
Prędkość maksymalna została ograniczona elektronicznie do 250 km/h (a nie jak w modelu 57 S do 275 km/h). Moment obrotowy wynosi 1000 Nm i jest ograniczony elektronicznie. Moc jest przenoszona za pomocą 5-biegowej automatycznej skrzyni biegów na tylne koła. Felgi mają rozmiar 20 cali.

### Dane techniczne (57)

#### Silnik
- Rodzaj silnika: V12 Biturbo
- Pojemność silnika: 5,5 l
- Moc silnika: 550 KM (405 kW)
- Maks. moment obrotowy: 900 Nm
- Prędkość maksymalna: 250 km/h (blokowana elektronicznie)

#### Inne
- Hamulce: Elektro-hydrauliczny system hamulcowy Twin-Sensotronic Brake Control
- Zawieszenie: Zawieszenie pneumatyczne AIRMATIC DC (Dual Control)
- Współczynnik oporu powietrza Cx – 0,3

### Dane techniczne (57S)
- Rodzaj silnika: Mercedes-AMG V12 Biturbo
- Pojemność silnika: 5980 cm³ (6,0 l)
- Moc silnika: 450 kW/612 KM (uzyskiwana między 4800-5100 obr./min.)
- Maks. moment obrotowy: 1000 Nm (uzyskiwany między 2000-4000 obr./min., ograniczany elektronicznie)
- Prędkość maksymalna: 275 km/h (blokowana elektronicznie)
- Średnie zużycie paliwa: 16,3l/100 km
- Pojemność zbiornika paliwa/rezerwa: 110/14
- Pojemność bagażnika: 605l
- Waga pustego pojazdu: 2660 kg
- Ładowność: 600 kg
- Dopuszczalna masa całkowita: 3260 kg
- Przyśpieszenie 0 - 100 km/h: 5,0 s
- Przyśpieszenie 0 – 200 km/h 15,8 s
- Elastyczność 80 - 120km/h: 3,7 s

### Dane techniczne (62)

#### Silnik
V12 turbodoładowany – biturbo, 3 zawory na cylinder; DOHC; umieszczony z przodu, napęd na tylne koła; stopień sprężania: 9,0:1; skonstruowany na bazie jednostek M 275 Mercedesa klasy S;
Blok silnika wykonany jest z aluminium, pokrywy głowic z magnezu, tuleje cylindrów wykonano ze stopu aluminiowo-krzemowego, korbowody z kutej stali, a chłodzone natryskiem oleju tłoki – ze stopu aluminiowego. Pasek klinowy, obsługujący m.in. alternator i rozliczne serwosiłowniki, ma długość 2,70 m.
- Masa silnika: 270 kg
- Rodzaj silnika: V12 Biturbo
- Pojemność silnika: 5513 cm³ [5,5 dm³]
- Moc silnika: 550 KM (405 kW) przy 5250 [obr/min.]
- Maks. moment obrotowy: 900 Nm przy 3000 [obr/min.]
- Prędkość maksymalna: 250 km/h (ograniczona elektronicznie)
- Przyspieszenie 0 – 100 km/h: 5,4 s
- Skrzynia biegów: 5 biegowa, automatyczna

### Hamulce
Ośmioobwodowy układ hamulcowy wsparty mechanizmem elektro-hydraulicznego systemu kontroli Twin-Sensotronic Brake Control (SBC) wyposażony w dwie centralne jednostki sterujące, dwa zasobniki wysokiego ciśnienia i dwa agregaty hydrauliczne.
Oś przednią obsługują tarcze hamulcowe z wentylacją wewnętrzną – każda z nich wyposażone w dwa zaciski hamulcowe.

### Inne
- Zawieszenie: pneumatyczne AIRMATIC DC (Dual Control) z regulacją twardości zawieszenia
- Opony przód: 275/50R19
- Opony tył: 275/50R19

### Wyposażenie (57)
- 15-calowe ekrany TFT
- podręczny barek
- fotel z sześcioma pamięciami, podgrzewaniem i wentylacją
- tapicerka wykonana z wybranego gatunku i koloru skóry
- wykańczane ręcznie drewniane wstawki wykonane z wybranego gatunku drewna
- 21 głośników pokładowego audio z Dolby Surround
- 600-watowy wzmacniacz
- 10 airbagów
- rozkładany stolik
- podwójne szyby przełożone dźwiękochłonną folią
- kamera miniDV

### Wyposażenie (62)
- odtwarzacz DVD
- 15-calowe ekrany TFT
- podręczny barek
- lodówka
- bezprzewodowy telefon z dwoma słuchawkami
- pojedyncze fotele z przodu i z tyłu z podgrzewaniem i wentylacją
- tapicerka wykonana z wybranego gatunku i koloru skóry
- wykańczane ręcznie drewniane wstawki wykonane z wybranego gatunku drewna
- 21 głośników pokładowego audio z Dolby Surround
- 600-watowy wzmacniacz
- 10 poduszek powietrznych
- rozkładany stolik
- podwójne szyby przełożone dźwiękochłonną folią
- kamera miniDV
- system obsługi głosowej telefonu i radioodbiornika samochodowego Linguatronic
- system obsługowo-wskaźnikowy Comand APS
- czterozakresowy układ klimatyzacji na bazie dwóch osobnych systemów
- Przeszklony, przyciemniany elektrycznie dach
- system dostępu i zamykania pojazdu Keyless-go
- możliwość zamówienia indywidualnego wyposażenia o ile nie narusza ono konstrukcji auta
- układ kontrolujący odstęp od poprzedzającego pojazdu – tempomat Distronic
- automatyczne wzywanie pomocy w razie wypadku Teleaid